# Geografia matematica
La geografia matematica è una branca della geografia che si occupa di rappresentare e misurare la Terra e di studiarne il movimento in relazione agli altri corpi del sistema solare. Si suddivide in:
- Cartografia, cioè lo studio delle mappe
- Geografia astronomica, che studia il movimento della Terra in relazione agli altri corpi del sistema solare.
- Topografia, che studia gli strumenti ed i metodi operativi, sia di calcolo sia di disegno, che sono necessari per ottenere una rappresentazione grafica, più o meno particolareggiata, di una parte della superficie terrestre.
- Geostatistica si occupa di valutare l'autocorrelazione spaziale dei dati, cercando di verificare se osservazioni effettuate in punti vicini presentano effettivamente una maggiore correlazione rispetto ad osservazioni poste in punti distanti.
- Geomatica, si tratta dell'approccio sistemico integrato per selezionare gli strumenti e le tecniche appropriate per acquisire (in modo metrico e tematico), integrare, trattare, analizzare, archiviare e distribuire dati spaziali georiferiti con continuità in formato digitale.
- Geodesia, è quella scienza matematica, che si occupa dello studio geometrico-rappresentativo per l'analisi e la misura del pianeta terra, ne studia la forma, il campo gravitazionale ed i fenomeni geodinamici.

| Controllo di autorità | Thesaurus BNCF 33758 · LCCN (EN) sh85054021 · BNF (FR) cb11979247p (data) · J9U (EN, HE) 987007562981005171 |